# Кобилки (село)
Кобилки (рос. Кобылки) — село в Глушковському районі Курської області Російської Федерації.
Населення становить 1179 осіб. Входить до складу муніципального утворення Кобильська сільрада.

## Історія
Населений пункт розташований на території українського етнічного та культурного краю Східна Слобожанщина.
Від 2004 року входить до складу муніципального утворення Кобильська сільрада.

## Населення
| 2002 | 2010  |
| ---- | ----- |
| 1291 | ↘1179 |